# Lambdina fervidaria
Lambdina fervidaria är en fjärilsart som beskrevs av Jacob Hübner 1831. Lambdina fervidaria ingår i släktet Lambdina och familjen mätare. Inga underarter finns listade i Catalogue of Life.